# Lóránd Hegyi
Lóránd Hegyi (Budapest, 19 aprile 1954) è uno storico, critico d'arte, scrittore e curatore d'arte ungherese.

## Formazione
Lorand Hegyi ha studiato Storia, Storia dell'Arte ed Estetica e ha conseguito il dottorato di ricerca presso l'Università Eötvös Loránd (ELTE) di Budapest. Al termine degli studi, ha lavorato come ricercatore nello stesso istituto dove si è laureato e negli anni ottanta è stato chiamato ad insegnare presso la medesima università ELTE di Budapest e alla Karl-Franzens-Universität di Graz. Contemporaneamente alla professione di insegnante universitario, si è dedicato alla cura di mostre d'Arte Contemporanea in Ungheria, Austria e Germania. In questo medesimo periodo intraprende anche l'attività di scrittore e saggista scrivendo e pubblicando testi storici e teorici sul Modernismo e sul Postmodernismo.

## Vita e lavoro
Poco dopo la caduta del muro di Berlino Lorand Hegyi è stato invitato in Austria dal Ministro Erhard Busek a dirigere il Museum of Modern Art Ludwig Foundation di Vienna (oggi chiamato Mumok), dove, dal 1990 al 2001, ha sviluppato una delle collezioni più importanti e complesse di Arte Contemporanea dei paesi dell'Europa Orientale e dell'Europa Centrale, a cui dedica due grandi mostre: Reduktivismus - Abstraktion in Polen, Tschechoslowakei, Ungarn (Vienna, 1992). Aspects, positions: Cinquant'anni di Arte nell'Europa Centrale (Vienna, Barcellona, Southampton 1999).
Durante il periodo in cui svolgeva le mansioni di direttore presso il museo viennese, parallelamente ha svolto altri incarichi artistici e dirigenziali. Nel 1995 è stato direttore artistico della Triennale di Scultura di Fellbach, in Germania, dove ha presentato la mostra “Europa – Asia”, con quaranta artisti provenienti dai paesi asiatici.
Nel 1993 è stato co-curatore della Biennale di Venezia e curatore della Biennale di Toyama in Giappone, nel 1995 curatore della Triennale di Scultura di Stoccarda in Germania Archiviato il 13 agosto 2020 in Internet Archive., nel 2003 curatore della Biennale di Valencia e nel 2008 curatore della Biennale di Poznan in Polonia.
Nel 1996 Lorand Hegyi è stato invitato dall'attuale direttore del museo Ars Aevi di Sarajevo Enver Hadžiomerspahić a collaborare al progetto fondato nel 1992 durante la guerra nei Balcani; grazie al coinvolgimento di amici artisti, Hegyi ha organizzato la donazione di circa 200 opere provenienti da tutto il mondo per integrare la collezione del museo. Nello stesso periodo ha presentato diverse mostre a Sarajevo. Nel 1999 ha curato la mostra “50 Years of Art in Central Europe 1949-1999” presentata a Vienna, Budapest, Southampton. Nello stesso anno ha presentato a Vienna e Praga la mostra “La Casa, il Corpo, il Cuore” - Construction of Identities. Nel 2001, prima di lasciare l’incarico di direttore del Museum of Modern Art Foundation Ludwig, apre ed inaugura il nuovo museo d'arte contemporanea MUMOK di Vienna.
Nel 2002 Hegyi si trasferisce a Napoli dove inizia la direzione artistica del PAN (Palazzo delle Arti di Napoli - Centro di arte contemporanea) che lascerà nel 2006. Un anno dopo alla nomina di Napoli, assume anche la direzione generale del Museo di Arte Moderna e Contemporanea di Saint-Etienne, in Francia che porterà avanti fino al 2016. Durante il suo programma di mostre e acquisizioni ha evidenziato un nuovo progetto globale per l'Arte Contemporanea che includeva l'Arte dell'Europa Centrale e Orientale e quella contemporanea dei paesi Asiatici. Ha sviluppato la collezione delle tendenze degli anni '70 e '80, sia degli Stati Uniti che dall'Europa globale, nonché le nuove tendenze nell'Arte Contemporanea Asiatica. Ha creato una serie di mostre dedicate al disegno contemporaneo “Cabinet de Dessin” e una serie di mostre tematiche incentrate su una visione antropologica dell'Arte come “Domicile - Private / Public” e “Fragile”. Lorand Hegyi ha presentato, nel museo da lui diretto, sistematicamente molti grandi maestri dell’arte contemporanea come Jannis Kounellis, Salvatore Garau, Michelangelo Pistoletto, Giovanni Anselmo, Günther Uecker, Dennis Oppenheim, Richard Nonas, Joel Shapiro, Roman Opałka, ORLAN, Bertrand Lavier, Gilbert & George, Anne e Patrick Poirier, Georg Baselitz, Tony Cragg, Peter Halley, Anish Kapoor, ed altri ancora.
Nel 2014 incontra l’imprenditore e collezionista d’arte moderna e contemporanea George Wong con il quale dà inizio ad una serie di collaborazioni per sviluppare progetti che riguardano scambi culturali tra il mondo occidentale ed orientale. Hegyi organizza, in questo contesto, mostre tematiche in cui presenta artisti europei ed asiatici accomunati per similitudini e temi comuni. Nel 2017, George Wong gli affida la direzione artistica del Parkview Museum di Pechino e del Parkview Museum di Singapore.

## Membro Comitati
È stato membro di molti importanti comitati d'Arte come: Banca europea per gli investimenti (BEI) in Lussemburgo. Membro del comitato di acquisizione internazionale  UniCredit, il Comitato della Fondazione Salisburgo in Austria, Comitato nazionale francese per l'Arte in Francia, Comitato di “Société générale” in Francia.

## Mostre selezionate
- Eclectic - New Tendencies in Contemporary Hungarian Art (Hungarian National Gallery, 1986)
- Reductivism - Abstraction in Central Europe (Ludwig Museum, Vienna, 1992) ISBN 3900776334 / ISBN 9783900776336
- La coesistenza dell’arte - Un modello espositivo (La Biennale di Venezia, 1993)
- The Austrian Vision - Three Generations of Austrian Artists (Fundacion “La Caixa”, Madrid, 1994)
- Abstract / Real: Reference Malevich, Duchamp, Beuys (Ludwig Museum, Vienna, 1996)
- Hermann Nitsch: Orgien-Mystherien-Theater (Palazzo dell’Esposizioni, Roma, 1996)
- Sensitivities - Contemporary Art from Central Europe (European Academy for the Arts, London, 1998)
- La Casa, il Corpo, il Cuore: Construction of identities (Ludwig Museum, Vienna / Narodni Galeria, Prague, 1999) ISBN 9783900776817 / 3900776814
- Aspects / Positions: 50 Years of Art in Central Europe 1949-1999 (Ludwig Museum, Vienna / Fundacio Miro, Barcelona, 1999) ISBN 9783900776848 / 3900776849
- L’autre moitié de l’Europe (Jeu de Paume, Paris, 2000) ISBN 3336728053217
- CONCEPTS OF SPACE (Fundacio Miro, Barcelona, 2002) ISBN 9788493215927 / 8493215929
- Solares (or On Optimism) (Biennale of Valencia, 2003) ISBN 8448235487 ISBN 9788448235482
- Gilbert & George: Twenty London East One Pictures (Musée d’Art Moderne de Saint-Etienne / Kestnergesellschaft Hannover, 2004) ISBN 2-910055-21-3
- Passage d’Europe - Réalités, Références (Musée d’Art Moderne de Saint-Etienne, 2004) ISBN 8874391595 ISBN 978-8874391592
- Domicile - Private & Public (Musée d’Art Moderne de Saint-Etienne, 2005) ISBN 2-85056-897-X
- The Giving Person (Palazzo delle Arti Napoli, 2005) ISBN 9788851003258 / ISBN 8851003254
- Dennis Oppenheim (Fondazione Volume, Roma, 2005) ISBN 9788836620449
- Lee Ufan (Musée d’Art Moderne de Saint-Etienne, 2006) ISBN 9782916277028 / 2916277021
- Roman Opalka: Octogon (Musée d’Art Moderne de Saint-Etienne, 2006)
- Something Happened - Aspects of New Narratives (Slovenska Narodna Galeria, Bratislava, 2006)
- ZERO: Avant-garde International 1950-1960 (Musée d’Art Moderne de Saint-Etienne / Kunstpalast Dusseldorf, 2006)
- Zeng Fanzhi (Musée d’Art Moderne de Saint-Etienne, 2006)
- Micro-Narratives (Octobersalon, Belgrade Cultural Centre, 2007)
- Sean Scully: Une rétrospective (Musée d’Art Moderne de Saint-Etienne, 2007)
- Voyage Sentimental (Poznan Biennale, 2008)
- Antony Gormley: Between You and Me  (Musée d’Art Moderne de Saint-Etienne, 2009)
- Salvatore Garau: Photogrammes avec horizon (Musée d’Art Moderne de Saint-Etienne, 2009)
- Essential Experiences (Palazzo Riso, Palermo 2009) ISBN 9788837073909 / ISBN 8837073909
- Fragile - Fields of Empathy (Musée d’Art Moderne de Saint-Etienne / Daejeon Museum of Art, 2007)
- The Bearable Lightness of Being (Mostra Internazionale di Architettura, La Biennale di Venezia, 2010)
- Never Found Islands (Palazzo Ducale, Genova / National Museum of Contemporary Art, Thessaloniki, 2010)
- Dennis Oppenheim (Musée d’Art Moderne de Saint-Etienne, 2011) ISBN 9788836620449
- Chung Sang-Hwa: Painting Archeology (Musée d’Art Moderne de Saint-Etienne, 2011) ISBN 9788995635285 / 8995635282
- Enrico Castellani - Günther Uecker (Ca’Pesaro, Venezia, 2012) ISBN 9788836626960 / 8836626963
- Speaking Artists (Busan Art Museum, 2012)
- Jan Fabre: Les années de l’Heure Bleue (Musée d’Art Moderne de Saint-Etienne, 2012)
- Peter Halley: Since 2000 (Musée d’Art Moderne de Saint-Etienne, 2014)
- Jannis Kounellis  (Musée d’Art Moderne de Saint-Etienne, 2014) ISBN 9788836629466 / 8836629466
- Jonathan Lasker (Musée d’Art Moderne de Saint-Etienne, 2015) ISBN 9782849753675
- Garau Salvatore: Rosso Wagner - Wagner Red. (Spazio Oberdan, Milano, 2015)
- Giovanni Anselmo (Musée d’Art Moderne de Saint-Etienne, 2015)
- Salvatore Garau: 1993/2015 papèis e telas, Ambasciata Italiana, (Museo Nazionale della Republica Brasiliana, Brasilia, 2016)
- Intriguing Uncertainty (Musée d’Art Moderne de Saint-Etienne, 2016)
- Anne et Patrick Poirier: Danger Zones  (Musée d’Art Moderne de Saint-Etienne, 2016)
- The Artists’s Voice (Parkview Museum, Singapore, 2017)
- Anish Kapoor: My Red Homeland (Musée d’Art Moderne de Saint-Etienne, 2017)
- Disturbing Narratives (Parkview Museum, Singapore, 2018)
- Dentro il Disegno / Inside the Drawing (Disegno Saluzzo, La Castiglia, Saluzzo, 2019)

## Pubblicazioni e libri selezionati
- Salvatore Garau 1993/2015 papèis e telas, Editore Ambasciata Italiana, Museu Nacional do Conjunto Cultural da República, Brasilia, Brasile (2016)
- Rosso Wagner - Wagner Red. Garau Salvatore, Ed. Corraini, Milano (2015) ISBN 9788875704773
- Salvatore Garau. Photogrammes avec horizon, Mondadori Electa (2009) ISBN 8837069995
- Salvatore Garau, GLV Adv., Milano (2004)
- New Sensibility : Change of Paradigm in Contemporary Art, Magvető Könyvkiadó, Budapest (1983) ISBN 9631400670
- Avantgarde and Trans-Avantgarde : Periods of Modern Art, Magvető Könyvkiadó, Budapest (1986) ISBN 9631408752 / 9789631408751
- Selections from the Second Wave of the Hungarian Avant-Garde 1930-1960. New York, NY: Paul Kovesdy Gallery (1988)
- Alexandria - Essays on Contemporary Art, Jelenkor Kiadó / Pécs (1995) ISBN 963-676-026-8
- Experience and Fiction - Modernism, Avantgarde, Trans-Avantgarde, Jelenkor Irodalmi / Művészeti Kiadó (1991) ISBN 9637770178 / 978-9637770173
- Diversities, Edizione Charta, Milano (2004) ISBN 9788881584895 / 8881584891
- The Courage to be Alone - Re-inventing of Narratives in Contemporary Art, Edizione Charta, Milano (2004)
- Fragilité de la narration, SKIRA/Flammarion Milano/Paris (2008 / 2009) ISBN 9788857203768 / 885720376X
- Arte in Centro Europa, Silvana Editoriale, Milano (2011) ISBN 8836617158 / 9788836617159
- Contemporary Art on Show, Silvana Editoriale, Milano (2012) ISBN 8836623840 / 9788836623846
- Roman Opalka’s Essentiality, Editore Aragno, Torino (2015)
- Significante Incertezza, Hapax Editore, Torino (2016)
- Painters of Uncertainty - Remarks on Narrative in Contemporary Painting, Silvana Editoriale, Milano (2017)
- Narratives in Contemporary Art, Silvana Editoriale, Milano (2018) ISBN 9788836642472 / 8836642470
- Tre Maestri: Roman Opalka, Ilya Kabakov, Jannis Kounellis - Interrogazione sul tempo,  Mondadori Electa, Milano (2019) ISBN 9788891827289 / 8891827282
- Drawing in the Age of Uncertainty, Silvana Editoriale, Milano (2021) ISBN 9788836647460

## Onorificenze
- Gran Cruz de la Orden del Merito Civil, Spain (2000)
- Grosser Ehrenkreutz Der Republik Osterreich, Austria (2016)
- Honorary degree honoris causa (2006)